# Shunsuke Fukuda
Shunsuke Fukuda (福田 俊介 Fukuda Shunsuke?, nacido el 17 de abril de 1986 en Saitama) es un futbolista japonés que se desempeña como defensa.

## Trayectoria

### Clubes
| Club                | País  | Año         |
| ------------------- | ----- | ----------- |
| Omiya Ardija        | Japón | 2009 - 2016 |
| Kataller Toyama     | Japón | 2011 - 2012 |
| Giravanz Kitakyushu | Japón | 2016 -      |

## Estadística de carrera

### J. League
| Club                | Año   | J. League | J. League | Copa J. League | Copa J. League | Total | Total |
| Club                | Año   | Part.     | Goles     | Part.          | Goles          | Part. | Goles |
| ------------------- | ----- | --------- | --------- | -------------- | -------------- | ----- | ----- |
| Omiya Ardija        | 2009  | 3         | 0         | 2              | 0              | 5     | 0     |
| Omiya Ardija        | 2010  | 7         | 0         | 4              | 0              | 11    | 0     |
| Omiya Ardija        | 2011  | 0         | 0         | 0              | 0              | 0     | 0     |
| Kataller Toyama     | 2011  | 19        | 2         | -              | -              | 19    | 2     |
| Kataller Toyama     | 2012  | 35        | 4         | -              | -              | 35    | 4     |
| Omiya Ardija        | 2013  | 1         | 0         | 0              | 0              | 1     | 0     |
| Omiya Ardija        | 2014  | 9         | 0         | 0              | 0              | 9     | 0     |
| Omiya Ardija        | 2015  | 12        | 2         | -              | -              | 12    | 2     |
| Omiya Ardija        | 2016  | 2         | 0         | 1              | 0              | 3     | 0     |
| Giravanz Kitakyushu | 2016  | 16        | 0         | -              | -              | 16    | 0     |
| Giravanz Kitakyushu | 2017  | 7         | 1         | -              | -              | 7     | 1     |
| Total               | Total | 111       | 9         | 7              | 0              | 118   | 9     |